# Dawn (sonda kosmiczna)

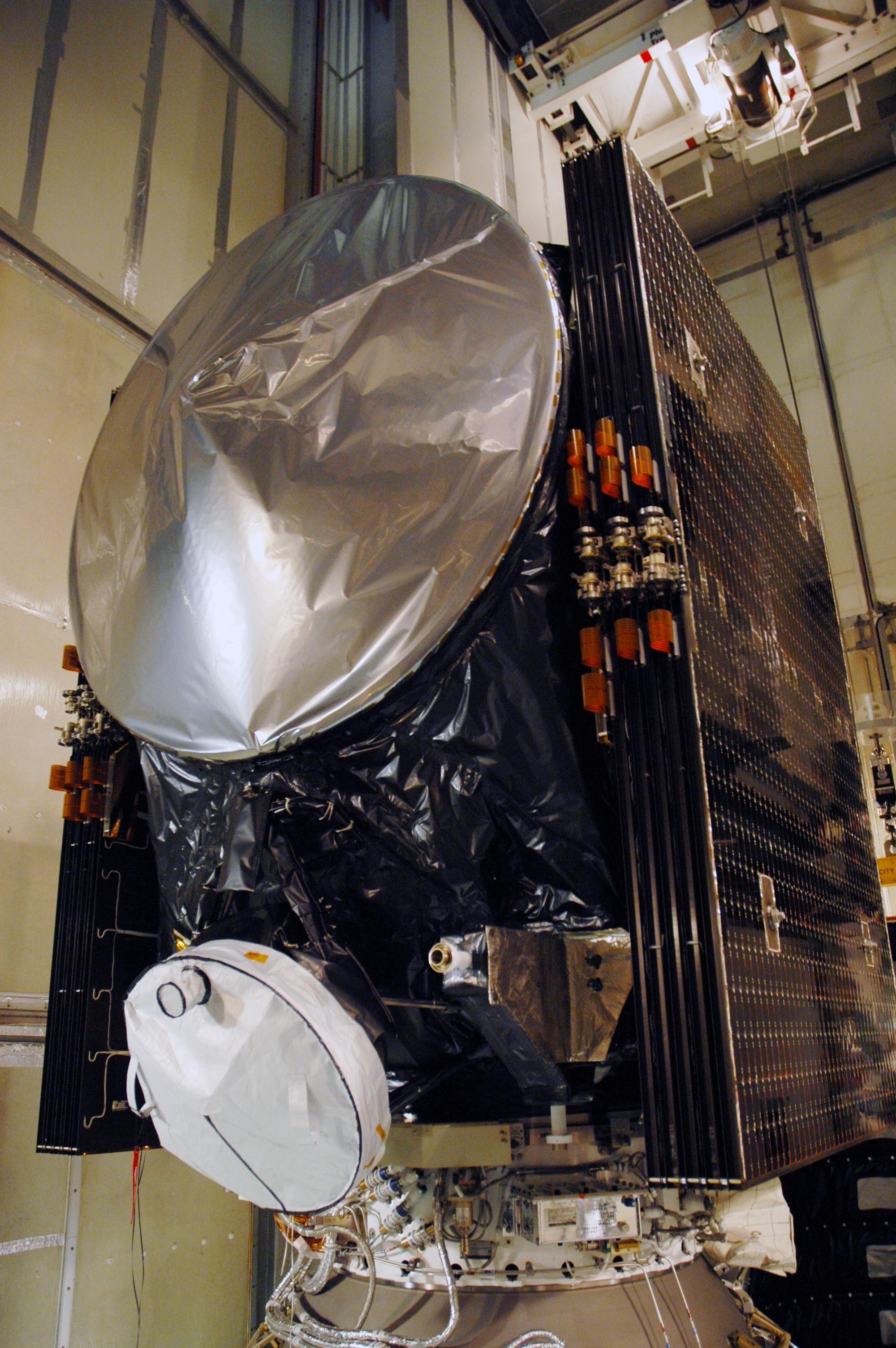
Sonda podczas przygotowań na stanowisku startowym 1 lipca 2007 r.

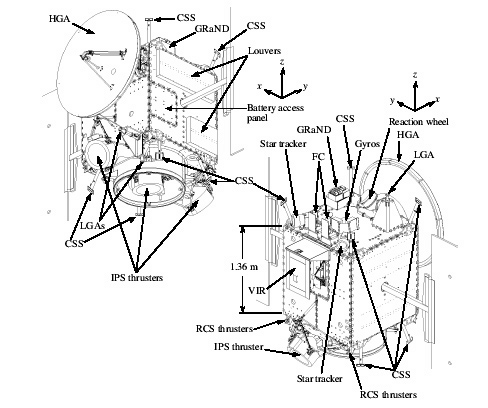
Rozmieszczenie instrumentów

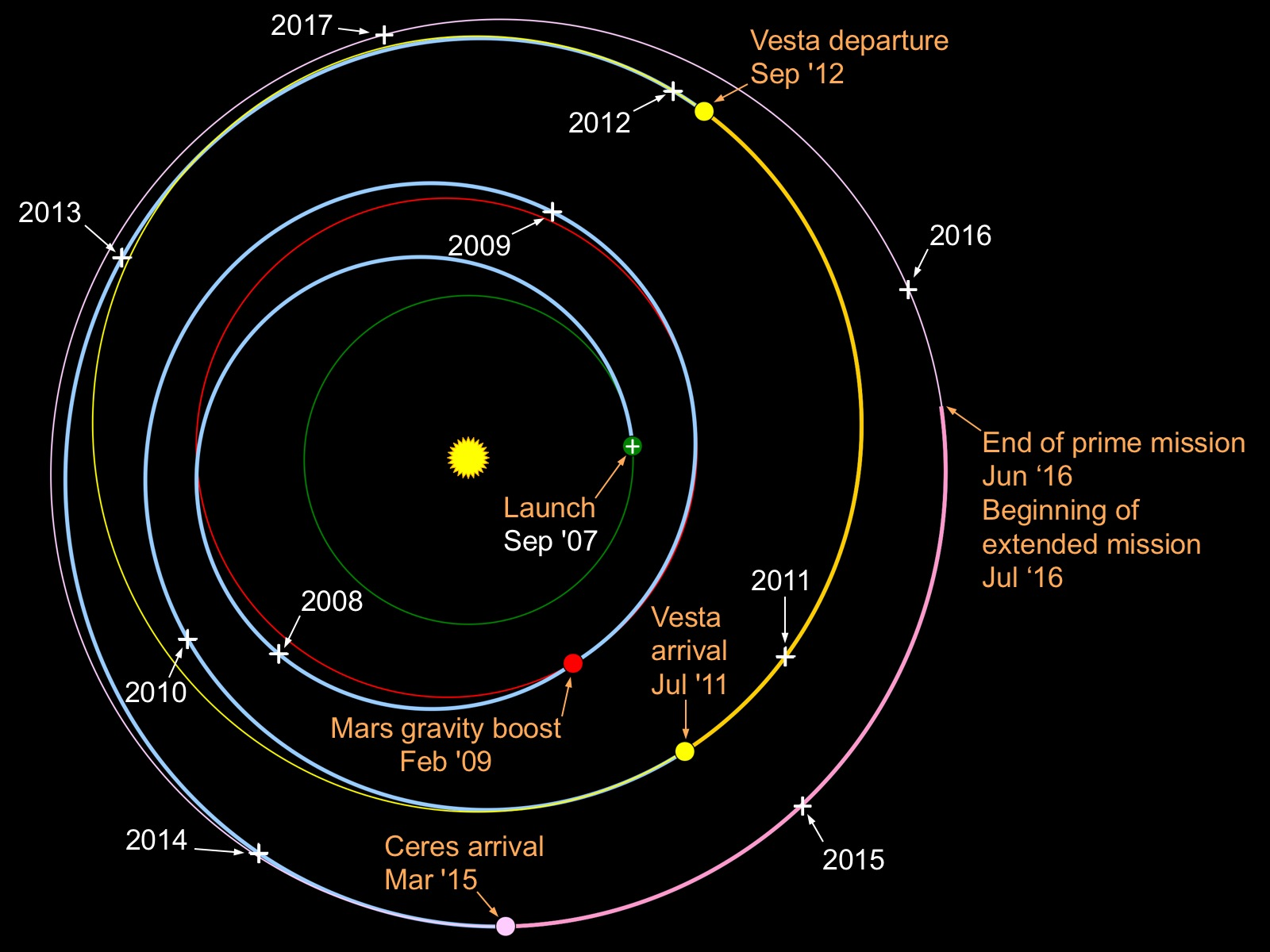
Trajektoria międzyplanetarna sondy Dawn

Dawn – bezzałogowa sonda kosmiczna wystrzelona we wrześniu 2007 roku przez NASA, której celem było dotarcie na orbitę planetoidy (4) Westa, a następnie na orbitę planety karłowatej (1) Ceres. Misję zakończono 1 listopada 2018 roku po utracie kontaktu z sondą z powodu wyczerpania paliwa pozwalającego na kontrolę orientacji sondy w przestrzeni.
Koncepcja i projekt misji powstały w 2001 roku. Budowa sondy rozpoczęła się w styczniu 2003 roku. Program był kilkakrotnie przerywany. Aby osiągnąć cele misji start musiał nastąpić nie później niż do końca października 2007 roku. Dawn był dziewiątą misją realizowaną w ramach programu Discovery. Pierwszą była misja NEAR Shoemaker do planetoidy (433) Eros w latach 1996–2001. Misja była prowadzona dla NASA przez Jet Propulsion Laboratory w Pasadenie. Kierownikiem misji (Principal Investigator) był dr Christopher Russell z University of California w Los Angeles. Sonda została skonstruowana przez Orbital Sciences Corporation, a jej silniki jonowe zostały dostarczone przez Jet Propulsion Laboratory. W części naukowej uczestniczą również agencje kosmiczne Niemiec i Włoch.
Całkowity koszt misji, od etapu planowania do jej zakończenia, miał wynieść 466 milionów USD. Koszt konstrukcji sondy i startu wyniósł 373 milionów USD, a koszty operacyjne misji i analizy zebranych danych 93 mln USD.

## Cele misji
Podstawowym celem misji jest scharakteryzowanie warunków i procesów panujących we wczesnej epoce Układu Słonecznego poprzez szczegółowe zbadanie dwóch spośród największych protoplanet, które pozostały niezmienione od czasu swego powstania. Misja umożliwi określenie znaczenia jakie mają wielkość protoplanet i zawartość w nich wody w determinowaniu ich ewolucji. Ceres i Westa są najmasywniejszymi z protoplanet w pasie planetoid, których dalszy wzrost został zatrzymany przez powstanie Jowisza. Ewolucja tych ciał potoczyła się różnymi drogami. Ceres charakteryzuje się dużą zawartością wody i prawdopodobnie stosunkowo pierwotną budową. W przeciwieństwie do niej Westa wydaje się być pozbawiona wody i mieć przekształconą strukturę.

### Zadania badawcze
- Zbadanie struktury wewnętrznej i rozkładu gęstości dwóch protoplanet: (1) Ceres i (4) Westa.
- Określenie ich kształtu, rozmiarów, masy i składu.
- Zbadanie morfologii powierzchni, gęstości kraterów.
- Określenie historii termicznej i rozmiarów jądra tych planetoid.
- Zrozumienie roli wody w przebiegu ewolucji planetoid.
- Sprawdzenie prawdziwości paradygmatu o Weście jako ciele macierzystym howardytów, eukrytów i diogenitów (meteorytów HED). Określenie czy istnieją meteoryty pochodzące z (1) Ceres.
- Dostarczenie kontekstu geologicznego dla meteorytów HED.

### Zbierane dane pomiarowe
- Fotografie całej powierzchni planetoid (4) Westa i (1) Ceres (w przynajmniej trzech barwach).
- Obserwacje całej powierzchni spektrometrem obrazującym w trzech zakresach: 0,35 – 0,9 μm, 0,8 – 2,5 μm i 2,4 – 5,0 μm.
- Określenie zawartości na powierzchni pierwiastków: Fe, Ti, O, Si, Ca, U, Th, K, Gd, Sm, H, C, N, Al i Mg.
- Pomiary pola grawitacyjnego.
- Określenie momentów bezwładności i granicznych wartości rozmiarów jądra badanych planetoid.

## Konstrukcja sondy
Kadłub sondy w kształcie prostopadłościanu o długości boku 1,64 m, szerokości 1,27 m i wysokości 1,77 m wykonany jest z aluminium i kompozytów grafitowych. Całkowita rozpiętość z dwoma skrzydłami baterii słonecznych wynosi 19,7 m. Każde ze skrzydeł ma wymiary 8,3 × 2,3 m, masę około 63 kg i powierzchnię 18 m². Baterie słoneczne będą dostarczać w okolicy orbity Ziemi energii o mocy do 10,3 kW (1,4 kW na orbicie Ceres). Energia jest magazynowana przez baterię niklowo-wodorkową o pojemności 35 Ah.
Napęd główny stanowią trzy silniki jonowe o impulsie właściwym 3200 do 1900 s wytwarzające ciąg, którego wartość można zmieniać w zakresie od 19 do 91 mN. Każdy z silników ma masę 8,9 kg. Materiał pędny dla silników jonowych stanowi 425 kg ksenonu. Przy maksymalnym ciągu silniki zużywają jedynie około 3,25 mg ksenonu na sekundę. Każdorazowo używany będzie pojedynczy silnik, a łączny czas pracy silników jonowych w czasie misji jest zaplanowany na około 2000 dni. Ponadto, sonda zaopatrzona jest w zestaw 12 silników kontroli położenia o ciągu 0,9 N. Materiałem pędnym jest dla nich 45,6 kg hydrazyny.
Łączność z sondą zapewniają przymocowana do boku kadłuba antena główna o wysokim zysku o średnicy 1,52 m oraz trzy anteny o niskim zysku. Moc nadajnika radiowego wynosi 100 W. Prędkość przesyłania danych wynosi od 10 bitów do 124 kilobitów na sekundę.
Całkowita masa sondy przy starcie wynosiła 1217,7 kg, w tym masa konstrukcji bez paliwa 747,1 kg

### Instrumenty naukowe
Na pokładzie sondy Dawn znajdują się trzy instrumenty naukowe. Dodatkowo system telekomunikacyjny sondy posłuży do wykonania pomiarów pola grawitacyjnego Westy i Ceres.

#### Framing Camera (FC)
Sonda została wyposażona w dwie identyczne kamery (FC1 i FC2). Podczas misji planowane jest używanie tylko jednej kamery – druga pozostaje w rezerwie na wypadek awarii pierwszej.
Konstrukcja:
Refraktor o ogniskowej 150 mm, f/7.9, aperturze 20 mm, polu widzenia 5,5° × 5,5° i zdolności rozdzielczej 93,7 μrad/piksel (planowana rozdzielczość 12 m/piksel na orbicie Westy i 62 m/piksel na orbicie Ceres). Detektor z matrycy CCD o rozdzielczości 1024 × 1024 pikseli. Osiem filtrów: filtr czysty 450 – 950 nm oraz 7 filtrów barwnych o długości centrum zakresu 430, 540, 650, 750, 830, 920 i 980 nm. Masa każdej kamery 5,5 kg; pobór mocy 12 W; pamięć 8 Gb.
Kierownik: Horst Uwe Keller z Max-Planck-Institut für Sonnensystemforschung w Katlenburg-Lindau.

#### Visual and Infrared Spectrometer (VIR)
Spektrometr mapujący w świetle widzialnym i podczerwieni.
Konstrukcja:
Teleskop Shafera połączony ze spektrometrem Offnera o aperturze 47,5 mm i polu widzenia 64 mrad × 64 mrad. Dwie matryce detektorów (CCD 1024 × 1024 pikseli i matryca fotodiod HgCdTe 270 × 435 elementów). Obserwacje w zakresie długości fal 250 – 1000 nm i 950 – 5050 nm. Masa 9,3 kg; pobór mocy 17,6 W.
Kierownik: Maria Christina de Sanctis z Istituto di Fisica dello Spazio Interplanetario w Rzymie.

#### Gamma Ray and Neutron Detector (GRaND)
Detektor promieniowania gamma i neutronów.
Konstrukcja:
Scyntylator z germanianu bizmutu. 16-elementowa macierz detektorów z tellurku kadmu i cynku (CdZnTe). Scyntylatory ze szkła domieszkowanego litem i plastiku domieszkowanego borem. Fotopowielacze. Pomiary obfitości pierwiastków tworzących skały (O, Si, Fe, Ti, Mg, Al, Ca), pierwiastków radioaktywnych (K, U, Th), pierwiastków śladowych (Gd i Sm) oraz składników lodów (H, C i N). Masa 10,5 kg; pobór mocy 9 W.
Kierownik: William C. Feldman z Los Alamos National Laboratory.

#### Gravity Science
Do wykonania pomiarów pola grawitacyjnego Westy i Ceres zostanie wykorzystana obserwacja sygnałów radiowych z nadajników sondy, umożliwiająca precyzyjne śledzenie jej ruchu na orbicie wokół planetoid. W połączeniu z obserwacjami optycznymi możliwe będzie określenie masy, osi rotacji i momentów bezwładności obydwu ciał.
Kierownik: Alexander S. Konopliv z NASA Jet Propulsion Laboratory.

## Przebieg misji
27 września 2007 o 11:34 UTC sonda została wyniesiona z przylądka Canaveral na Florydzie przy użyciu rakiety nośnej Delta 7925H. Sonda znalazła się na początkowej eliptycznej orbicie heliocentrycznej położonej praktycznie w płaszczyźnie ruchu Ziemi. Parametry to: peryhelium – 1,0 au i aphelium – 1,6 au.
18 lutego 2009 o 00:28 UTC sonda przeleciała obok Marsa, zbliżając się do planety na odległość 542 km. Przelot posłużył do wykonania manewru asysty grawitacyjnej. Pozwoliło to „zaoszczędzić” 104 kg ksenonu. Zbliżenie do Marsa było okazją do przetestowania i kalibracji aparatury przez jednoczesne śledzenie tego samego obszaru Czerwonej Planety przez przyrządy sondy i okrążającej od 2004 roku tę planetę sondy Europejskiej Agencji Kosmicznej Mars Express.

### Badania Westy
Poruszając się po trajektorii przypominającej rozwijającą się spiralę sonda osiągnęła planetoidę podczas drugiego okrążenia. 3 maja 2011 roku rozpoczęła się faza zbliżania do Westy, odległej wtedy o 1,21 mln km od sondy. Kamera sondy zaczęła wykonywać zdjęcia nawigacyjne planetoidy.
16 lipca 2011 o 04:48 UTC, gdy sonda znalazła się w odległości około 16 000 km, weszła na wstępną orbitę wokół Westy. Jest to pierwsza w historii sonda, która weszła na orbitę obiektu znajdującego się w pasie głównym planetoid.
Korzystając w dalszym ciągu z napędu jonowego, po dwóch tygodniach stopniowego przybliżania się do celu, 2 sierpnia sonda osiągnęła pierwszą z zaplanowanych orbit roboczych: orbitę kołową w odległości 2700 km od planetoidy, o okresie orbitalnym 69 h (tzw. survey orbit). 11 sierpnia oficjalnie została zakończona faza zbliżania i rozpoczęto pierwszą fazę obserwacji naukowych Westy. 31 sierpnia sonda rozpoczęła kolejne obniżanie swej orbity. W ciągu kolejnych miesięcy sonda stopniowo zmieniała orbitę, przybliżając się do planetoidy. Od połowy grudnia 2011 roku do końca kwietnia 2012 roku sonda prowadziła badania z odległości od 170 do 290 km, okrążając Westę w czasie czterech godzin i 21 minut. W tym okresie nastąpiły najbardziej intensywne obserwacje i pomiary. W maju 2012 roku sonda rozpoczęła powolne oddalanie się od planetoidy. Krążyła po torze w kształcie rozwijającej się spirali. Wykorzystując nadal napęd jonowy tak oddaliła się od Westy, że
5 września 2012 o 06:26 UTC sonda opuściła orbitę Westy i poleciała w kierunku Ceres. W tym momencie sonda znajdowała się w odległości 18 500 km od Westy i około 64 mln km od Ceres. Natomiast od Ziemi dystans wynosił 367 mln km.

### Badania Ceres
Po opuszczeniu Westy we wrześniu 2012 roku sonda skierowała się w trwający trzydzieści miesięcy lot w kierunku Ceres. Lot odbywał się za pomocą napędu jonowego. 13 stycznia 2015 roku wykonała pierwsze zdjęcia nawigacyjne Ceres z odległości 383 000 km. Naukowców zaintrygował biały punkt widoczny na ciemniejszej stronie powierzchni Ceres. W lutym 2015, kiedy sonda zbliżyła się jeszcze bardziej, okazało się, że są to dwa punkty położone obok siebie. Naukowcy przypuszczają, że pod ciemną powierzchnią kryje się olbrzymi ocean lodu. Innym wytłumaczeniem tych białych punktów może być aktywność sejsmiczna. Pod koniec stycznia 2015 roku sonda znajdowała się w odległości około 200 tys. km od celu, natomiast od Ziemi była oddalona o 544 mln km. Poruszała się w tym momencie z prędkością 17,4 km/s wokół Słońca i równocześnie zbliżając się do drugiego celu misji z prędkością około 100 m/s.
6 marca 2015 około 12:39 UTC sonda została przechwycona przez grawitację Ceres i tym samym została pierwszym w historii statkiem kosmicznym, który wszedł na orbitę wokół planety karłowatej. Sonda znajdowała się wtedy w odległości około 61 tys. km od Ceres.
Sonda 23 kwietnia 2015 osiągnęła pierwszą z docelowych orbit badawczych o promieniu 13 500 km. 6 czerwca zeszła na orbitę przebiegającą na wysokości 4430 km nad powierzchnią Ceres. 17 sierpnia rozpoczęła obserwacje z niższej orbity HAMO (ang. High Altitude Mapping Orbit) na wysokości 1480 km, wykonując szczegółowe mapy powierzchni. 23 października 2015 rozpoczęła schodzenie do najniższej orbity LAMO (ang. Low Altitude Mapping Orbit) o wysokości 375 km.

### Misja rozszerzona
Podstawowe badania Ceres zakończyły się 30 czerwca 2016. Kontynuowano je w ramach rozszerzenia misji (kod XMO1 – eXtended Mission Orbit 1), a 31 sierpnia zakończona została faza obserwacji z najniższej orbity i 2 września rozpoczęło się jej podwyższanie. We wrześniu w dziewiątą rocznicę wystrzelenia sonda orbitowała już ok. 1060 km nad Ceres i kontynuowała wznoszenie przy użyciu silnika jonowego nr 2 (już na koniec dnia wzniosła się o kolejne 35 km). 16 października sonda rozpoczęła zbieranie danych w ramach piątej kampanii poświęconej Ceres (kod XMO2, tym razem na orbicie 1480 km nad powierzchnią planety karłowatej), kończąc ich przesyłanie 29 października. 4 listopada 2016 sonda opuściła orbitę XMO2 rozpoczynając wznoszenie celem uzyskania wyższej, ale jednocześnie znacznie bardziej eliptycznej orbity.
Rozważane było także opuszczenie przez sondę orbity wokół Ceres. Zapasy hydrazyny wystarczyłyby na skierowanie sondy ku planetoidzie (145) Adeona i przelot w jej pobliżu w maju 2019 roku. NASA zadecydowała jednak, że Dawn pozostanie satelitą planety karłowatej i będzie monitorować ewentualne zmiany zachodzące na jej powierzchni w miarę ruchu orbitalnego.

### Zakończenie misji
We wrześniu 2018 roku poinformowano o bliskim końcu misji z powodu wyczerpania paliwa: hydrazyny.
31 października 2018 sonda nie połączyła się z Deep Space Network – siecią anten nadawczo-odbiorczych zarządzaną przez Jet Propulsion Laboratory; do kontaktu nie doszło też w dniu następnym. Sygnał radiowy potrzebuje około pół godziny aby dotrzeć do Ziemi. Po wykluczeniu innych możliwych przyczyn przerwania komunikacji zespół 1 listopada stwierdził spodziewane wyczerpanie przez sondę zapasów hydrazyny. Pozbawiona paliwa pozwalającego na utrzymanie orientacji w przestrzeni sonda nie jest już w stanie kierować swoich anten w stronę Ziemi, ani pod właściwym kątem ustawić paneli słonecznych i pozyskiwać prądu elektrycznego. Sama sonda pozostanie na orbicie co najmniej 20 lat (a z prawdopodobieństwem ponad 99% ponad 50 lat).

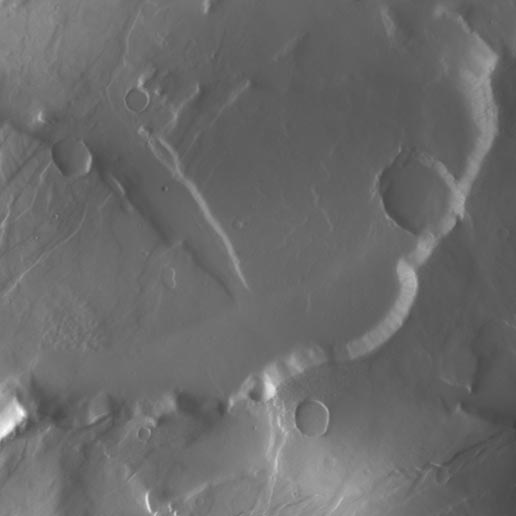
Zdjęcie powierzchni Marsa
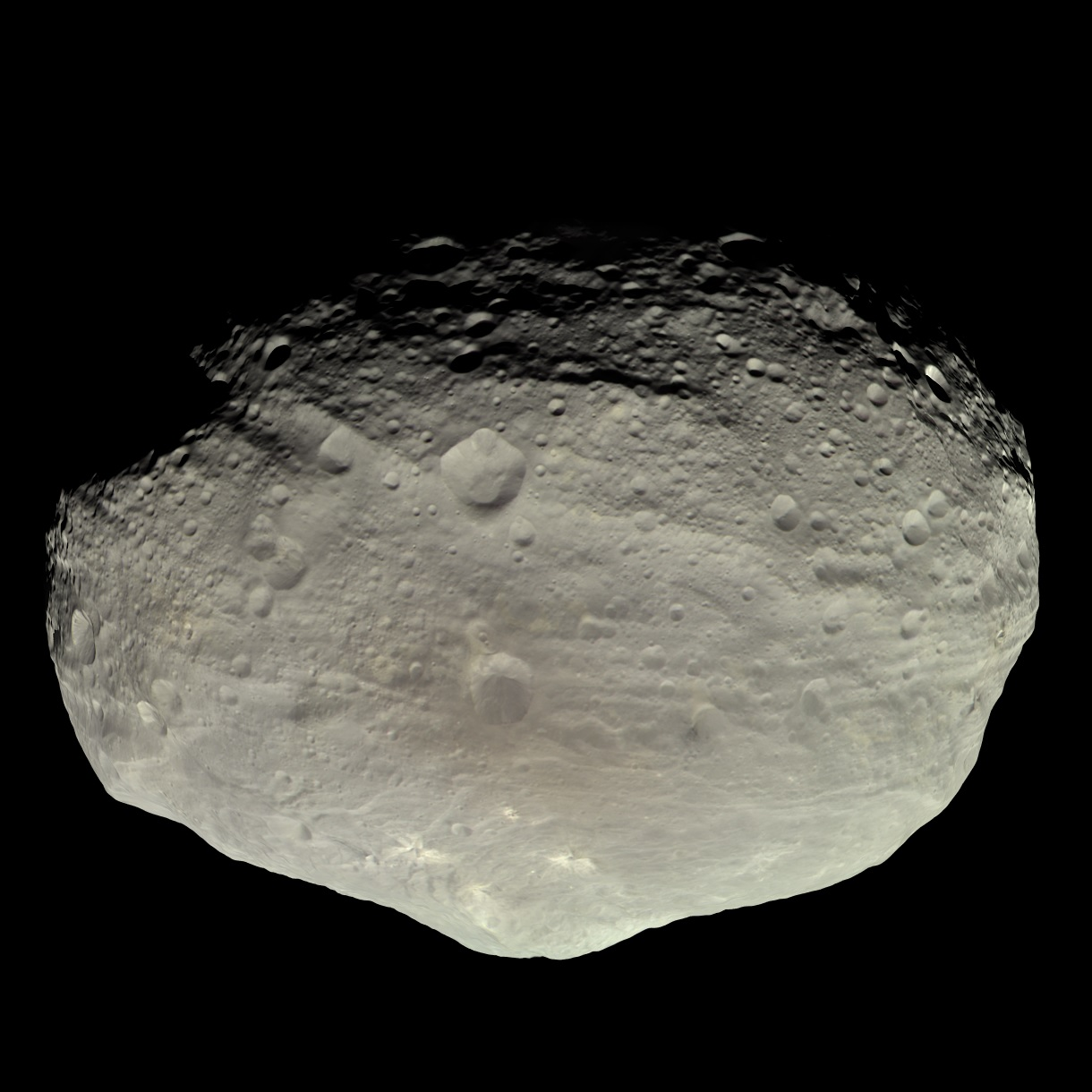
Westa sfotografowana z odległości 5200 km
Rotacja Westy
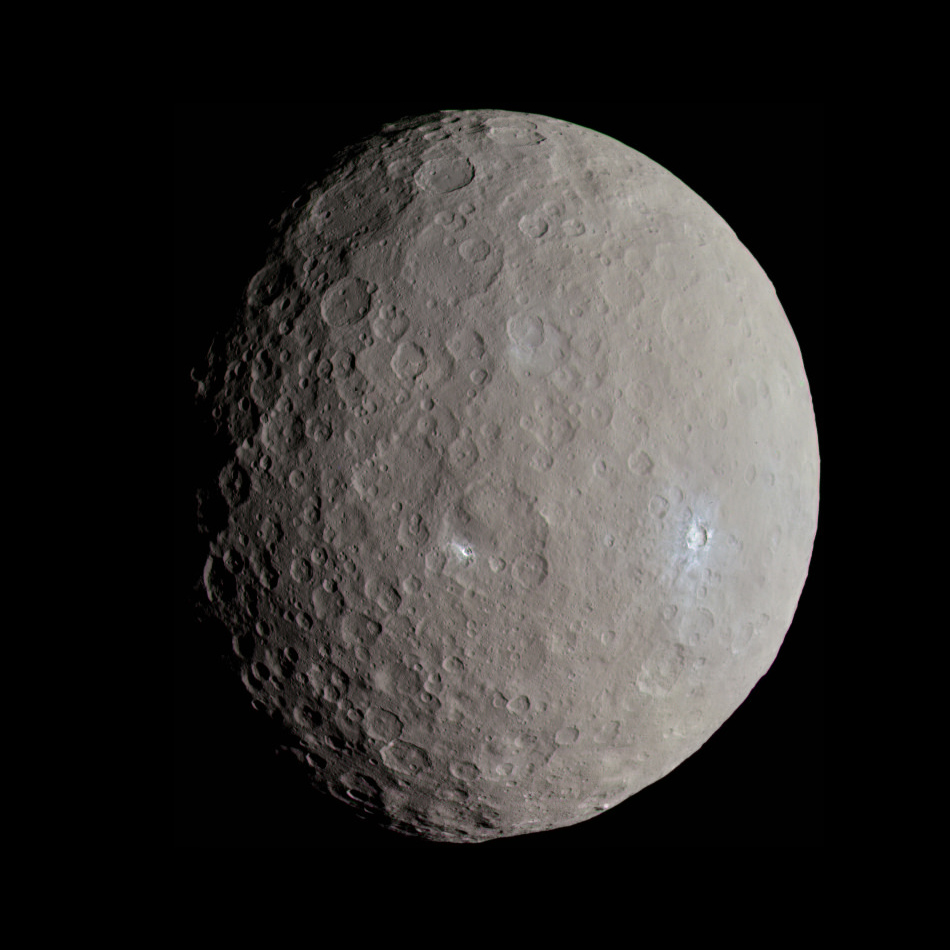
Ceres sfotografowana z odległości 13641 km
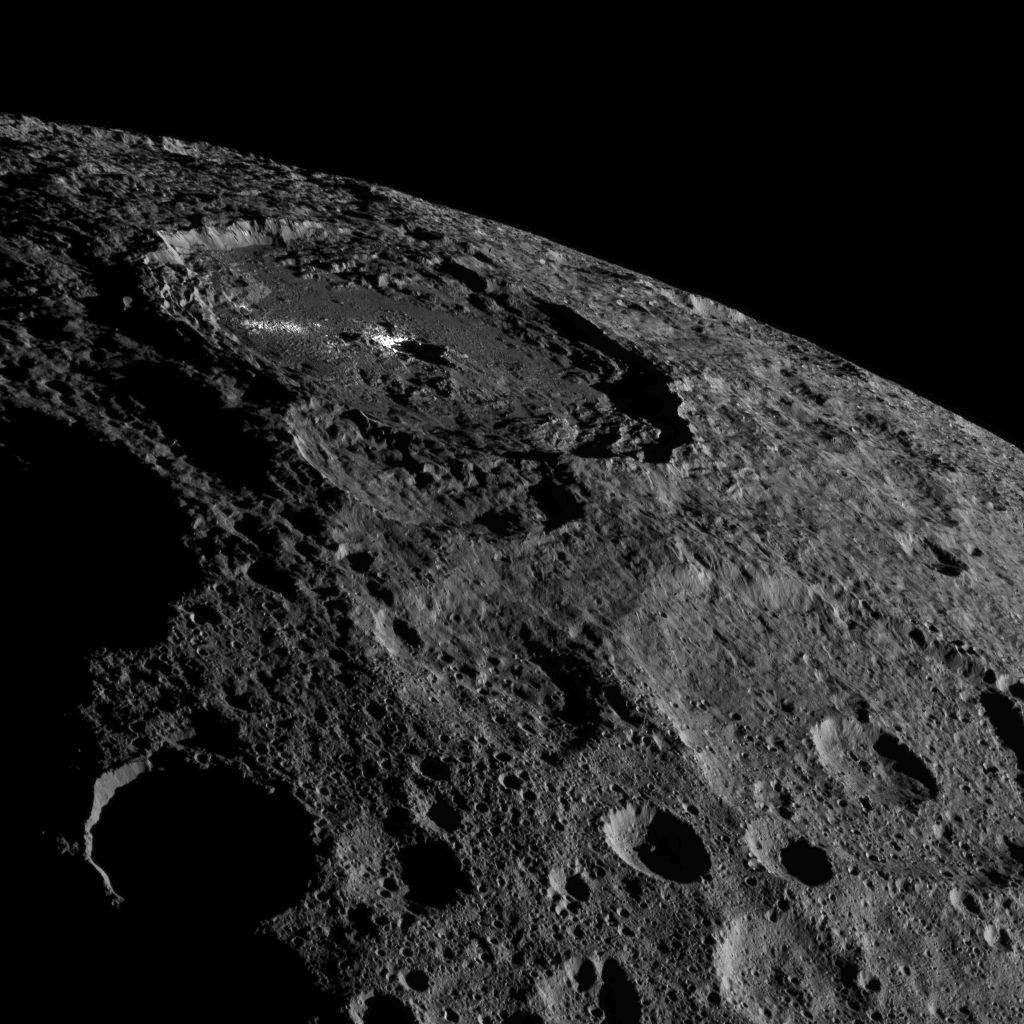
Brzeg tarczy Ceres z widocznym kraterem Occator